# Wolfgang Sundermeyer
Wolfgang Sundermeyer (* 4. Oktober 1928 in Aachen) ist ein deutscher Chemiker und Emeritus für Anorganische Chemie.

## Leben
Sundermeyers Eltern waren der Ministerialbeamte Walther Sundermeyer und seine Frau Gertrud. Die beruflichen Versetzungen des Vaters ließen ihn weitere prägende Lebensjahre in Schleswig (1934–1939) und Marienbad (1939–1945) verbringen. Nach kurzem Einsatz im Krieg (November 1944 bis Mai 1945) kam er durch die Vertreibung der Deutschen aus der Tschechoslowakei nach Hannoversch Münden. 1945–1947 machte er eine Landwirtschaftslehre in Obernjesa. 1949 absolvierte er das Abitur in Hann. Münden. Seit 1950 studierte er an der Georg-August-Universität Göttingen zunächst Agrikulturchemie, dann Chemie. 1950 wurde er im Corps Teutonia-Hercynia aktiv. Er zeichnete sich auf mehreren Chargen aus (x,xx,xxx,FM,FM) aus. Mit einer Diplomarbeit bei Oskar Glemser wurde er 1956 Diplom-Chemiker. Bei Glemser schrieb er auch die Doktorarbeit, mit der er 1957 zum Dr. rer. nat. promoviert wurde. Im selben Jahr heiratete er die Krankengymnastin Heidi Sundermeyer geb. Verbeek. Von 1958 bis 1962 war er in Leverkusen bei der Bayer AG als Leiter einer Gruppe für Silikonforschung tätig. 1963 kehrte er, inzwischen Vater von vier Kindern, als Oberassistent an die Universität Göttingen zurück. 1966 habilitierte er sich auf dem Gebiet der Reaktionen in Salzschmelzen. Im folgenden Jahr folgte er dem Ruf der Ruprecht-Karls-Universität Heidelberg auf ihren Lehrstuhl für Anorganische Chemie. Er forschte auf den Gebieten der Fluorchemie und der Metallorganischen Chemie, speziell der Hydride, Alkyle und Pseudohalogenide der Elemente der Hauptgruppen, insbesondere des Bors, Siliziums, Germaniums und Zinns. Über die Grundlagenforschung hinaus interessierte er sich stets für Anwendungsaspekte im Zusammenhang mit Salzschmelzen als Reaktionsmedien und Katalysatoren, für Elektrochemie oder für die chemische Basis der Herstellung von Solarzellen. Im Jahr 1994 wurde er emeritiert. Er schrieb 110 Publikationen und hält 23 Patente. Seine wissenschaftliche Arbeit wurde mit der Verleihung des Friedrich-Wöhler-Preises der Universität Göttingen (1957) und des Alcoa Foundation Award in Pittsburgh (1982) gewürdigt. Gastprofessor war er an der Technisch-Naturwissenschaftlichen Universität Norwegens (1983), der Universität Pretoria (1987) und der Universität Stellenbosch (1987).